# 1323년

## 연호
- 원(元) 지치(至治) 3년
- 일본(日本) 겐코(元亨) 3년
- 쩐 왕조(陳朝) 다이카인(大慶) 10년

## 기년
- 원(元) 영종(英宗) 3년
- 고려(高麗) 충숙왕(忠肅王) 10년
- 쩐 왕조(陳朝) 명종(明宗) 10년

## 사건
- 7월 18일 - 토마스 아퀴나스 시성식: 토마스 아퀴나스가 가톨릭 성인으로 시성되다.

## 탄생
- 고려(高麗)의 승려(僧侶) 신돈(辛旽)

## 사망
- 음력 6월 10일 - 고려의 김자흥(金子興)
- 음력 12월 - 고려의 백이정(白頤正)